# Tale of Tales
Tale of Tales — частная компания, которая специализировалась на разработке компьютерных игр, как правило, определяемых как инди-игры. Была основана геймдизайнерами Аурией Харви (фр. Auriea Harvey) и Михаэлем Самином (фр. Michael Samyn), и располагалась в Бельгии. Наиболее известными проектами стали The Endless Forest и The Path.
Закрыта в 2015 году, однако позднее Харви и Самин основали новую компанию, названную Song of Songs.

## Разработанные игры
| Игра               | Год  | Платформа                                  |
| ------------------ | ---- | ------------------------------------------ |
| The Endless Forest | 2005 | Windows                                    |
| The Graveyard      | 2008 | Mac, Windows, iPhone, Android              |
| The Path           | 2009 | Windows и Mac                              |
| Fatale             | 2009 | Windows и Mac                              |
| Vanitas            | 2010 | iPhone и Android                           |
| Bientôt l’été      | 2012 | Mac OS X и Windows                         |
| Luxuria Superbia   | 2013 | Android, iPad, Linux, OS X, Ouya и Windows |
| Sunset             | 2015 | Windows                                    |